# گلازهاوزن

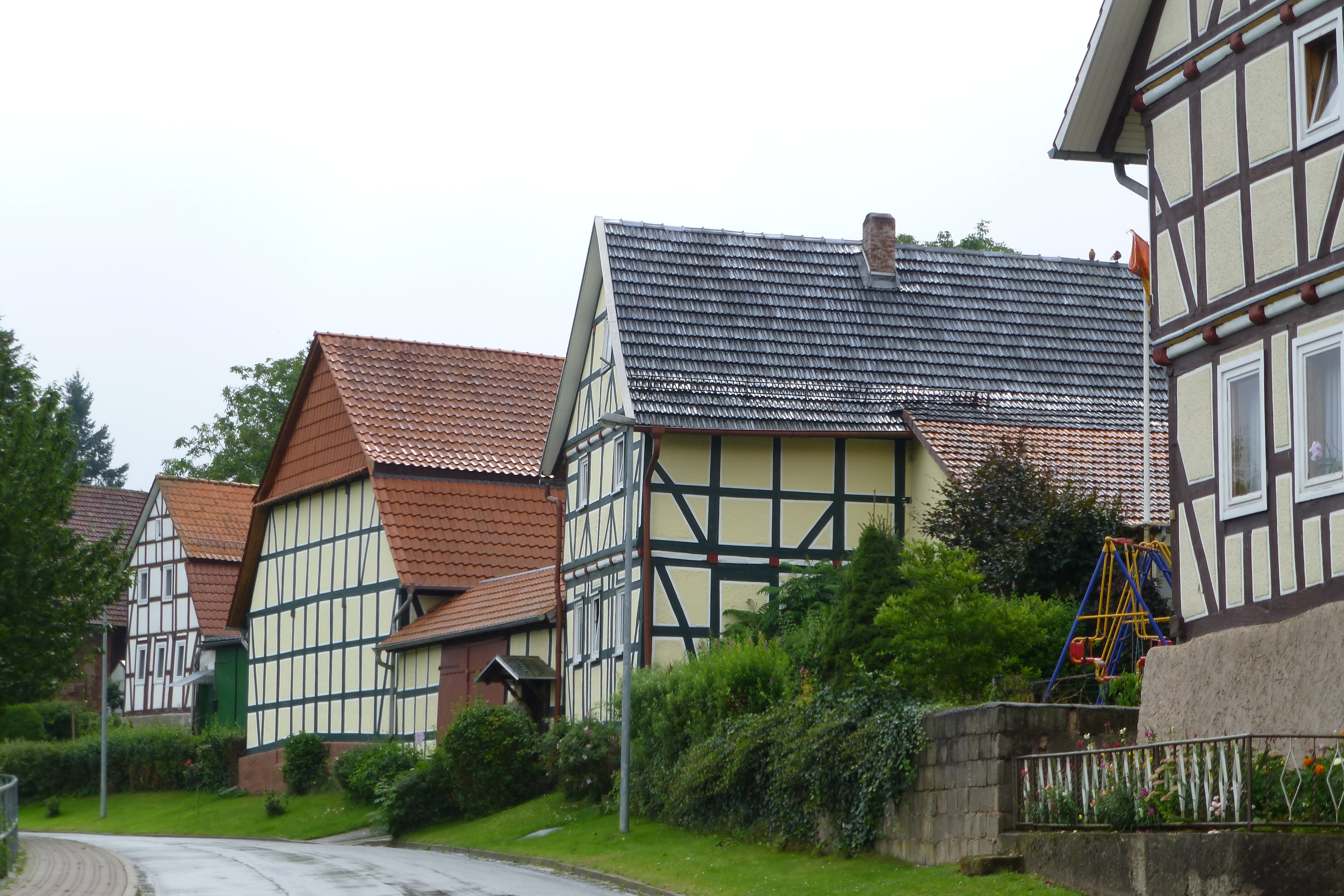
منطقه مسکونی در آلمان

گلازهاوزن (به آلمانی: Glasehausen) یک شهر در آلمان است که در آیشسفلد واقع شده‌است. گلازهاوزن ۱۸۹ نفر جمعیت دارد.